# Paralovo (gmina Bosilegrad)
Paralovo (cyr. Паралово) – wieś w Serbii, w okręgu pczyńskim, w gminie Bosilegrad. W 2011 roku liczyła 104 mieszkańców.